# Коломиец, Авенир Каленикович
Авени́р Кале́никович Коломи́ец (укр. Авені́р Кале́никович Коломи́єць; 19 ноября 1905, Городец, Луцкий уезд Волынской губернии (ныне Ровненская область, Украина) — 21 июля 1946, Зальцбург, Австрия) — украинский театральный режиссёр, журналист, поэт, прозаик, драматург, редактор, издатель. Эсперантист.

## Биография
В 1926 году окончил Кременецкую духовную семинарию на Волыни, в 1930 году — богословский и филологический факультеты Варшавского университета, в 1936 году — Институт театрального искусства.
В 1929 году в Варшаве был одним организаторов и участником литературной группы «Танк». Сотрудничал с «Литературно-научным вестником» Дмитрия Донцова.
В начале 1930-х гг. вместе с В. Бобинским и И. Крушельницким работал в журнале «Нові шляхи». Принимал участие в литературной и политической жизни Западной Украины. Положительно воспринимал социалистические идеи.
С 1939 года жил в Дубно, где возглавлял издательство «Лад», открыл Волынский музыкальный институт им. М. Леонтовича, которые функционировали во время немецкой оккупации. В 1941 году издавал журнал «Школярик», организовал музыкально-драматический театр общества «Просвита», работал заведующим отделом образования в Дубно. Участвовал в создании газеты «Волынь» (Ровно, 1941—1943). В 1944 году был вывезен в Германию на принудительные работы, позже находился в лагерях для перемещённых лиц в Западной Германии и Австрии. Начал редактировать журнал «Керма» (Зальцбург).

## Творчество
Дебютировал в 1927 году. Печатался в журналах «Українська нива», «Новий час», «ЛНВ». Писал на украинском и польском языках. Использовал псевдонимы — Осип Сизый, Марко Крылатый, Лесь Барс, Андрей Чорногуз.
Автор поэмы «Дев’ятий вал» (1930), сборника стихов «Провісні кадри» (1932; оба — Львов), пьес «Іменем» (Варшава, 1933) та «Єретик» (Зальцбург, 1946), рассказов для детей «Казка темного бору» (Львов, 1938), сборника очерков «Шевченкова ера» (Дубно, 1942), комедии в стихах «Суд над Дон Жуаном», сборника «Козак» (оба — Зальцбург, 1946), повестей «Погоринська рапсодія», «Тіні над прикренями» и др.
В поэтическом наследии Коломийца преобладает гражданская лирика.

## Память
- В родном селе его именем названа улица, установлена мемориальная доска, открыта Аллея писателей, проводится ежегодный литературный праздник «Городецкий автограф».
- 1998 году учреждена Международная литературно-искусствоведческая премия им. А. Коломийца.